# Wolkig mit Aussicht auf Fleischbällchen (Fernsehserie)
Wolkig mit Aussicht auf Fleischbällchen (Originaltitel: Cloudy with a Chance of Meatballs) ist eine kanadisch-US-amerikanische Zeichentrickserie. Die Ausstrahlung startete am 20. Februar 2017 auf Cartoon Network. Die deutschsprachige Ausstrahlung begann im Pay-TV am 10. Juni 2017 ebenfalls auf Cartoon Network, zum ersten Mal im Free-TV wurde die Serie am 11. November 2017 im Disney Channel gezeigt. Die Serie ist ein Prequel zum gleichnamigen Kinofilm aus dem Jahr 2009.

## Handlung
Der junge Erfinder Flint Lockwood lebt in dem kleinen Hafenstädtchen Affenfels (im Original Swallow Falls), wo er die örtliche Highschool besucht. Das Leben in der Stadt dreht sich beinahe ausschließlich um Sardinen, die sowohl in der Wirtschaft, als auch in der Kultur und dem täglichen Leben der Einwohner eine entscheidende Rolle spielen. Als eine neue Mitschülerin an Flints Schule erscheint, freundet er sich mit ihr an: Sam Sparks, die später einmal Wetter-Reporterin werden will und sich daher vor allem für Meteorologie interessiert. Zusammen erleben sie verschiedene Abenteuer, die zumeist durch Flints mehr oder weniger funktionierende Erfindungen verursacht werden.

## Episoden
Bisher (Stand Februar 2019) wurden 104 Episoden in zwei Staffeln produziert.

## Hintergrund
Wolkig mit Aussicht auf Fleischbällchen spielt zeitlich deutlich vor den Ereignissen des ersten Films. Neben Flint Lockwood und Sam Sparks tauchen weitere Charaktere aus dem Film in der Serie auf, etwa Flints Vater Tim, der ein Geschäft für Angelzubehör führt, der Affe Steve, Bürgermeister Shelbourne, Officer Earl Devereaux und sein Sohn Cal sowie „Baby“ Brent.

## Synchronisation
Die deutschsprachige Synchronisation der Serie übernahm die EuroSync GmbH aus Berlin nach einem Dialogbuch von Sabine Régé-Turo unter der Regie von Stefan Kaiser.
| Rolle                    | Englischer Sprecher | Deutscher Sprecher |
| Flint Lockwood           | Mark Robert Edwards | Christian Zeiger   |
| Sam Sparks               | Katie Griffin       | Luisa Wietzorek    |
| Baby Brent               | David Berni         | Sebastian Kluckert |
| Bürgermeister Shelbourne | Seán Cullen         | Lutz Schnell       |
| Earl                     | Clé Bennett         | Jan Spitzer        |
| Gil                      | Patrick McKenna     | Fabian Oscar Wien  |
| Manny                    | Patrick McKenna     | Thomas Nero Wolff  |
| Old Rick                 | Seán Cullen         | Michael Pan        |
| Tim Lockwood             | Seán Cullen         | Oliver Stritzel    |

## Auszeichnungen
Wolkig mit Aussicht auf Fleischbällchen wurde für den Saturn Award 2018 in der Kategorie „Beste animierte Fernsehserie“ nominiert.
Bei der 6. Verleihung der Canadian Screen Awards im März 2018 erhielt Wolkig mit Aussicht auf Fleischbällchen insgesamt acht Nominierungen. In den Kategorien „Best Animated Program or Series“ und „Best Original Music, Animation“ gewann die Serie den Award.